# Otto Rieth

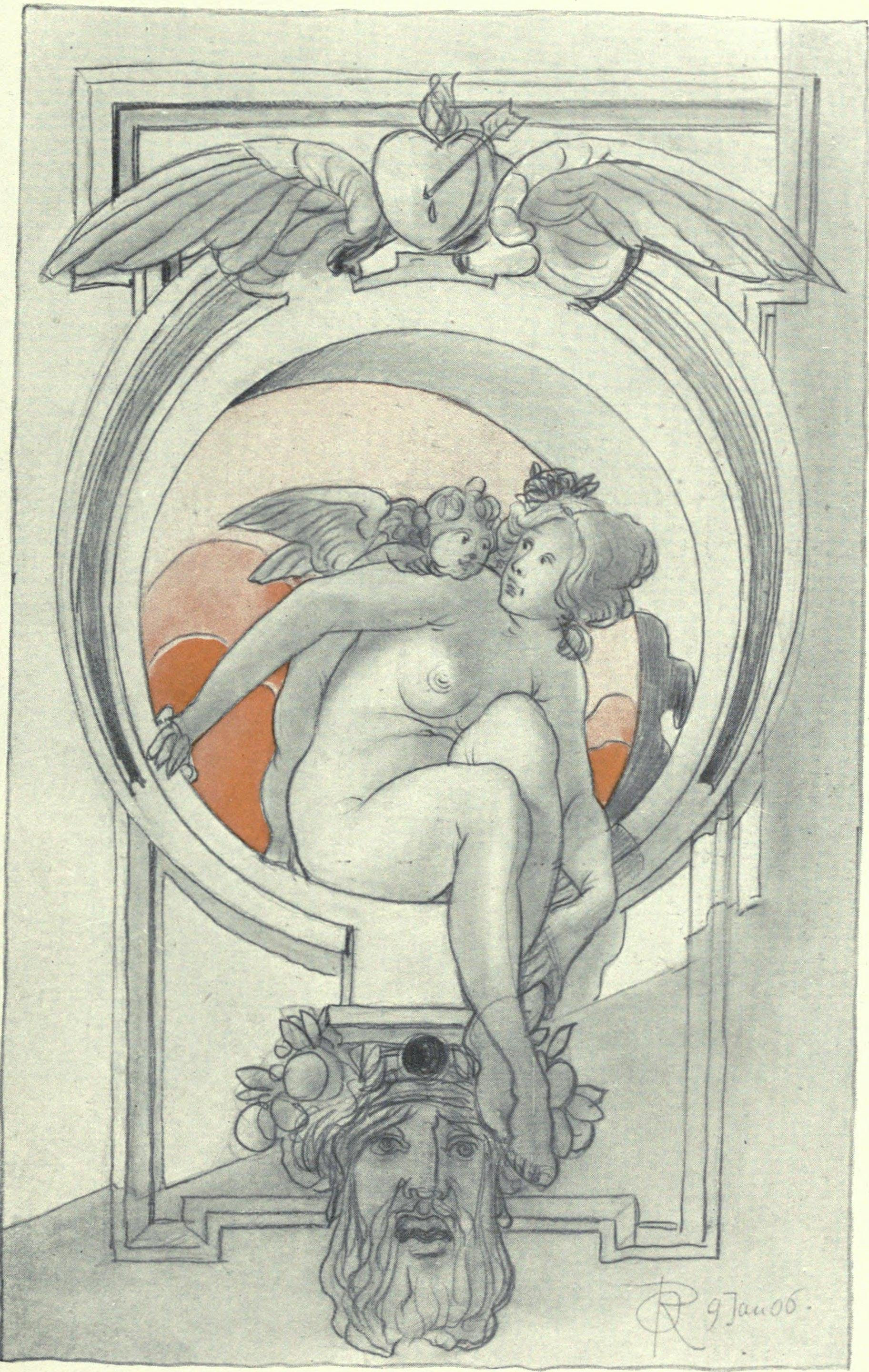
Esbozo de 'Otto Rieth'.

Otto Rieth (* 16 de junio de 1871 en Pößneck (Thüringen); † 15 de mayo de 1925 en München fue un arquitecto, pintor e ilustrador alemán.  Fue influencia para el arquitecto español Antonio Palacios. Junto con Otto Wagner fueron representantes de la Sezession vienesa.